# Arfeld
Arfeld is een plaats in de Duitse gemeente Bad Berleburg, deelstaat Noordrijn-Westfalen, en telt 895 inwoners (2007).

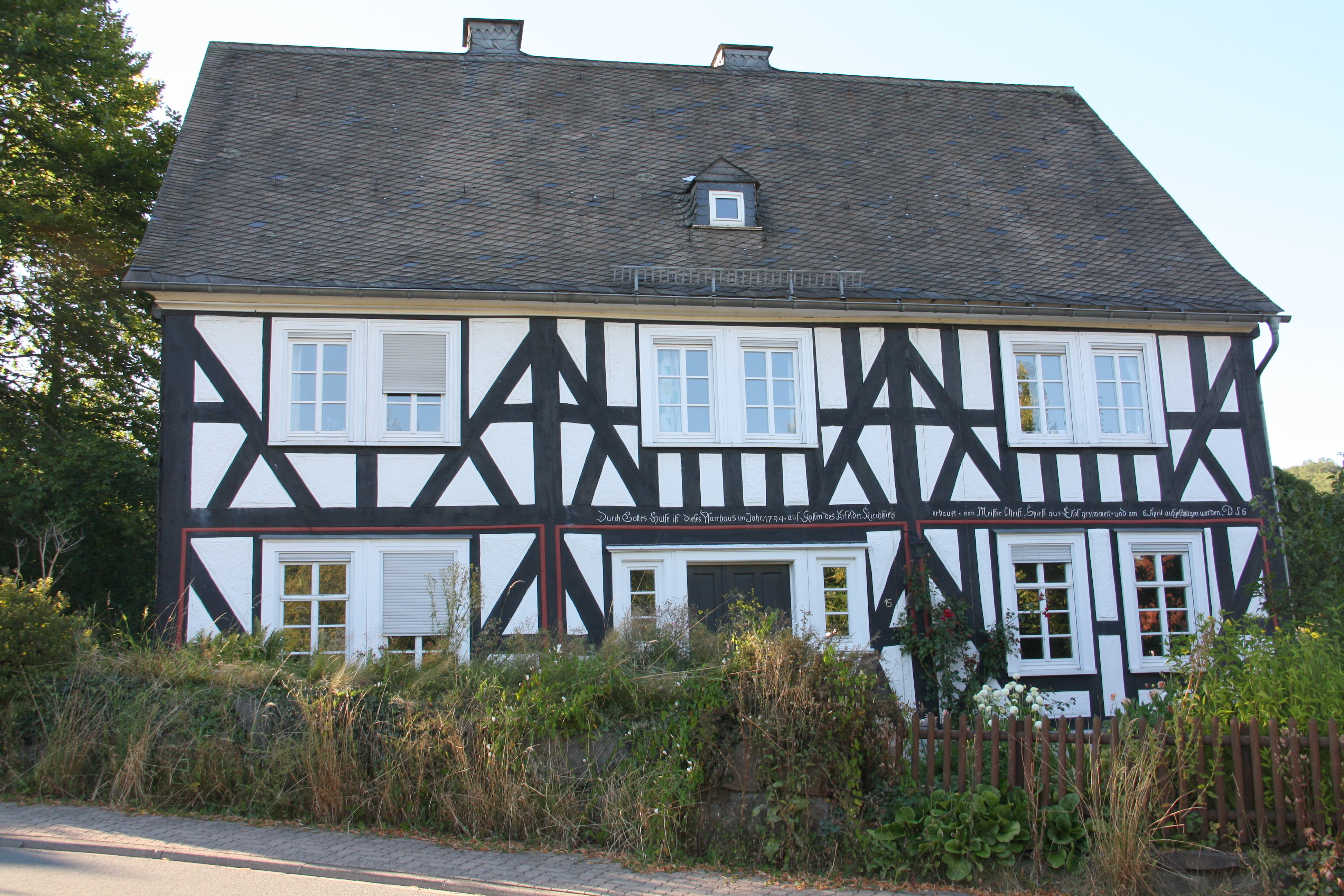
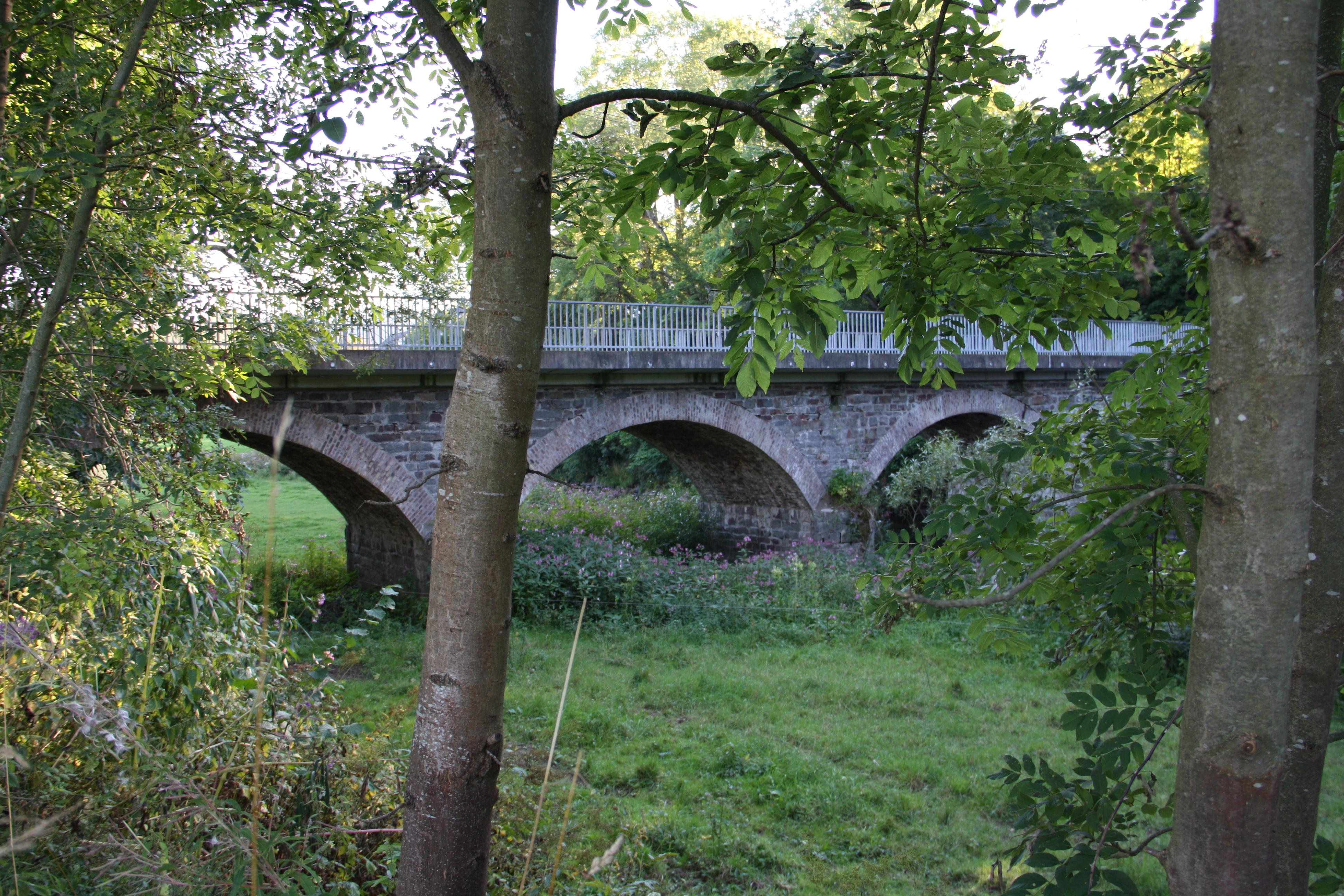